# Castel Matschatsch
Castel Matschatsch, nota anche come Villa Matschatsch, è una storica residenza della città di Appiano in Alto Adige.

## Storia
Nel XVI secolo la villa apparteneva a un certo Matheis Pernstich, che probabilmente la vendette poi ai Fuchs von Fuchsberg. La proprietà fu nel XVIII secolo della famiglia Franzin, per poi passare nelle mani dei Schasser von Kaltern dal 1806. Questi trasformarono l'edificio in una residenza estiva. Nel 1887 la villa era di proprietà dei Di Pauli. Questi rinnovarono nuovamente l'edificio, utilizzandolo anch'essi come residenza estiva.
Nel 1953 il comune di Appiano acquisì la villa.

## Descrizione
La villa sorge nel comune di Appiano a 887 m s.l.m. lungo la strada statale 42 del Tonale e della Mendola.
Con la campagna di ristrutturazione svoltasi alla fine del XIX secolo la villa venne rimodellata in uno stile storicista basato sull'architettura tradizionale dell'Oltradige. Una piccola cappella semicircolare d'ispirazione neobarocca con cupola e lanterna adorna la facciata sul prospetto meridionale. Alcune grandi sequoie, piantate nel 1908, circondano l'edificio. Alcuni di questi alberi, ora segnalati come monumenti naturali, presentano un'altezza di 50 metri.